# Tři Sekery

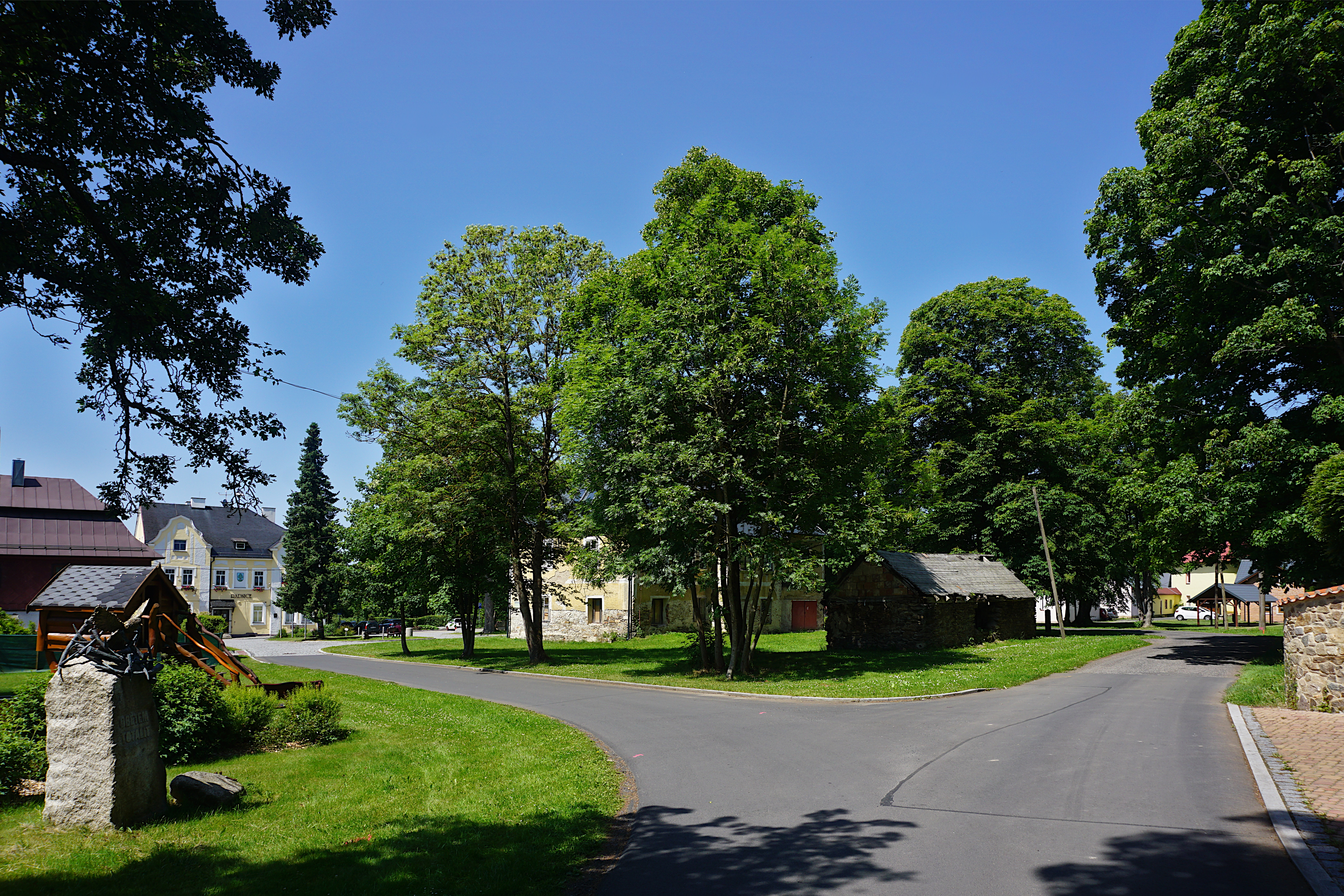
náves

Obec Tři Sekery (německy Dreihacken) se nachází v okrese Cheb, kraj Karlovarský. Žije zde přibližně 1 100 obyvatel.

## Název
Podle pověsti tudy někdy v první polovině 15. století projížděli norimberští formani se svým zbožím. Po přenocování v hlubokém lese je probudilo slunce, které osvětlilo třpytící se kameny. Podle váhy a lesku je považovali za rudy stříbra nebo mědi. Několik vzorků vzali pro svého pána a místu označili třemi záseky na mohutné jedli. Po prozkoumání kamenů se potvrdil vysoký obsah mědi. Brzy sem dorazili první horníci z Norimberku a začali rudu těžit. Tak vznikla hornická osada Tři Sekery. Později byla dána do znaku obce jedle, která má u kořenů tři zaseklé sekery.

## Historie
Nejstarší historie území byla spojena s ostrahou hranice českého státu, kterou zajišťovali Chodové. Tehdy zde ještě neexistovaly žádné vesnice a vznik Tří Seker nebyl v souvislosti s Chody, ale s objevem rudních ložisek v 15. století. První písemná zmínka o obci pochází z roku 1555. Jiný zdroj uvádí první písemnou zmínku v roce 1529, kde je v historických pramenech v tachovském archivu zmíněno nové sídlo v Tachovském lese „Drey Hockkhenn“. Roku 1538 je uváděna těžba měděné rudy a udělení první hornické svobody Kašparu Pluhovi. Až do roku 1606 byl majitelem obce i veškeré hornické těžby panovník, jenž ovšem obojí pronajímal. Roku 1606 prodal císař Rudolf II. Tři Sekery a okolní osady šlechtici Janu Bartoloměji Širntyngarovi a rozsáhlá hornická privilegia třem norimberským těžařům. Horní díla byla podřízena hornímu úřadu v Horním Slavkově, dohled měl hormistr v Dolním Kramolíně. Jan Bartoloměj Širntyngar o panství přišel konfiskací za jeho účast na stavovském povstání. Konfiskát byl roku 1623 prodán Johannu Albrechtu Heimhausenovi, který musel v roce 1627 nedobrovolně část svého panství prodat Metternichům, kteří krátce předtím koupili panství Kynžvartské. Tím se území Tří Seker rozdělilo na dvě části. Tou větší byly Kynžvartské Tři Sekery (k. ú. Tři Sekery u Kynžvartu), menší byly Tachovské Tři Sekery (k. ú. Tři Sekery u Tachova). Majitel tachovského panství Johann Hausmann, kterému Tachovské Tři Sekery patřily, se rozhodl rozšířit těžby rud na území svého panství, to později zajistilo významný rozvoj Tachovských Tří Seker.
Vznikly dvě samostatné obce, ve kterých uvádí Schaller v roce 1788 v Kynžvartských Třech Sekerách 68 domů a v Tachovských Třech Sekerách 62 domů. Topograf Sommer uvádí v roce 1838 u Tachovských Tří Seker 84 domů a 677 obyvatel, u Kynžvartských Tří Seker 70 domů a 589 obyvatel. Stav dvou samostatných obcí, Tachovských a Kynžvartských Tří Seker, s vlastními starosty a samostatným číslováním domů skončil v roce 1939 spojením v jednu obec po připojení Sudet k nacistickému Německu.
Až do roku 1787 patřila obec pod farnost Trstěnice s farním kostelem svatého Víta. Roku 1787 povolil císař Josef II. stavbu farního kostela ve Třech Sekerách a vznikla farnost třísekerská. Farní kostel Čtrnácti svatých pomocníků byl postaven v letech 1787–1790. Před kostel byla umístěna socha Archanděla Michaela, která je starší než kostel. Je z roku 1717 a byla sem převezena z nedalekého, nyní již zaniklého, Cechu svatého Víta. Rovněž socha svatého Jana Nepomuckého nedaleko kostela je starší než kostel a pochází z roku 1765.
V roce 1901 byla v obci postavena továrna na výrobu perleťových knoflíků, ve které pracovalo až 100 dělníků. V důsledku ztrátovosti však byla výroba v roce 1907 zastavena a později část továrny vyhořela. Roku 1926 byla ve Třech Sekerách založena česká menšinová škola, ve které probíhala výuka v jedné třídě německé školy. Od roku 1918 zde působila továrna na nábytek stojící na konci obce směrem na Drmoul, která po roce 1946 pokračovala jako Jitona Tři Sekery (výroba skříní, stolů, židlí apod.). Poblíž u silnice stávala kaple Panny Marie, která zanikla v padesátých letech 20. století.
Na konci 2. světové války, dne 6. května 1945, přijela do Tří Seker americká armáda, která obec bez boje osvobodila. V červnu 1945 přišli do obce příslušníci československé Finanční stráže – oblast byla rabována Čechy z vnitrozemí a Němce čekalo vysídlení. Řada původních obyvatel Tří Seker byla po válce souzena za spolupráci s nacistickým režimem.

### Poválečné přesuny obyvatelstva
Dne 26. listopadu 1945 dorazilo do této (zčásti vyrabované) oblasti 150 rodin skutečných dosídlenců. Tito reemigranti, potomci exulantů z doby pobělohorské, pocházeli z oblasti Střelína (převážně z Husince a Poděbrad) v Pruském Slezsku. I oni museli svoje domovy opustit, protože po válce část Slezska připadlo Polsku a na Střelínsko byli dosazeni repatrianti z polského východu, kde byla hranice rovněž posunuta – ve prospěch Sovětského svazu. Rodiny odsunutých Čechů byly rozděleny do usedlostí obývaných jejich německými majiteli, kteří na odsun teprve čekali. Odsun německého obyvatelstva probíhal po etapách od ledna 1946 až do konce roku 1946. Po takovéto výměně obyvatelstva zůstalo ve Třech Serkerách mnoho neobydlených stavení, jež chátrala a mnohá z nich byla postupem času zbourána.

## Obyvatelstvo
Při sčítání lidu v roce 1921 zde žilo 1 164 obyvatel (součet Kynžvartských a Tachovských Seker), z nichž bylo 14 Čechoslováků, 1 127 obyvatel německé národnosti, jeden jiné národnosti a 22 cizozemců. K římskokatolické církvi se hlásilo 1 158 obyvatel, pět k evangelické, jeden obyvatel byl bez vyznání.
| Rok            | 1869  | 1880  | 1890  | 1900  | 1910  | 1921  | 1930  | 1950 | 1961 | 1970 | 1980 | 1991 | 2001 | 2011 |
| -------------- | ----- | ----- | ----- | ----- | ----- | ----- | ----- | ---- | ---- | ---- | ---- | ---- | ---- | ---- |
| Počet obyvatel | 1 287 | 1 319 | 1 352 | 1 299 | 1 272 | 1 164 | 1 114 | 434  | 365  | 368  | 362  | 372  | 381  | 390  |
| Počet domů     | 168   | 182   | 178   | 181   | 187   | 191   | 210   | 108  | 206  | 78   | 85   | 87   | 96   | 117  |

| Rok            | 1869  | 1880  | 1890  | 1900  | 1910  | 1921  | 1930  | 1950 | 1961 | 1970 | 1980 | 1991 | 2001 | 2011 |
| -------------- | ----- | ----- | ----- | ----- | ----- | ----- | ----- | ---- | ---- | ---- | ---- | ---- | ---- | ---- |
| Počet obyvatel | 3 814 | 3 857 | 3 873 | 3 749 | 3 671 | 3 406 | 3 144 | 850  | 813  | 769  | 695  | 654  | 714  | 845  |
| Počet domů     | 503   | 527   | 516   | 525   | 540   | 542   | 571   | 318  | 206  | 179  | 167  | 175  | 203  | 273  |

## Doprava
Až do roku 1947 neměla obec žádné autobusové spojení s okolím. Zajíždělo sem pouze poštovní auto z Mariánských Lázní. V roce 1947 již zajížděla do Tří Seker dvakrát denně pravidelná linka ČSAD z Mariánských Lázní.
Západním okrajem obce prochází státní silnice III. třídy z Drmoulu do Tří Seker. V jižní části území odbočují silnice III. třídy do Tachovské Huti a do Chodovské Huti. Páteřní komunikací celé obce je silnice z Broumova do Velké Hleďsebi.

## Části obce
- Tři Sekery (k. ú. Tři Sekery u Kynžvartu a Tři Sekery u Tachova)
- Chodovská Huť (k. ú. Chodovská Huť a Plánská Huť)
- Krásné (k. ú. Krásné u Tří Seker)
- Tachovská Huť (k. ú. Tachovská Huť)

## Pamětihodnosti
- Kostel Čtrnácti svatých pomocníků (jednolodní s věží a barokní cibulovitou bání)
- Historický hřbitov ze 17. století